# Rudolf Hellgrewe

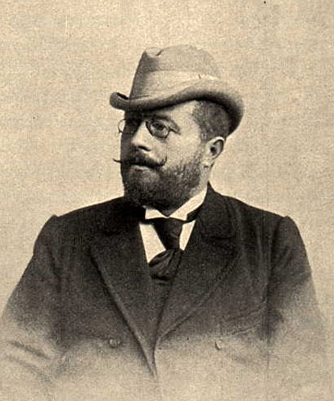
Rudolf Hellgrewe.

Rudolf Hellgrewe (Hammerstein, 6 de octubre de 1860-Berlín, 1935) fue un pintor del paisaje e ilustrador alemán conocido por sus obras de escenas y antropología de las colonias alemanas en África y Oceanía. 

## Biografía
Nacido en la ciudad de Hammerstein, en Prusia Occidental —hoy la ciudad polaca de Czarne—. Se educó en la Königstädtische Realschule, para posteriormente formarse en la Andreas Realschule, en la ciudad de Berlín, donde a la postre asistiría a la Universidad de las Artes de Berlín. Allí tuvo como maestros a Eugen Bracht o Christian Wilberg. Hellgrewe se dedicó a la pintura de paisajes, especialmente de paisajes de Brandeburgo, con los que adquirió popularidad. 
Durante los años 1885-1886 hizo un viaje en África Oriental, donde pintó varios paisajes de la zona. Posteriormente, ilustró los libros de los exploradores Carl Peters y Hermann Wissmann, así como numerosos libros de viaje de África. Llevó a cabo varias expediciones coloniales entre 1896 y 1907 y fue uno de los miembros fundadores de Museo Colonial Alemán (Deutsches Kolonialmuseum) en 1899. En 1903, cuando la Casa Colonial Alemana (Deutsche Kolonialhaus), fue construida, basada en la arquitectura nativa de las colonias, Hellgrewe colaboró pintando los techos.
El pintor falleció en Berlín en 1935.

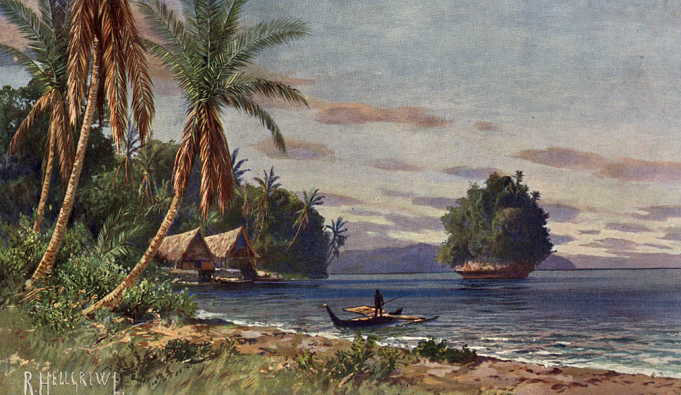
Paisaje de las islas Palaos.
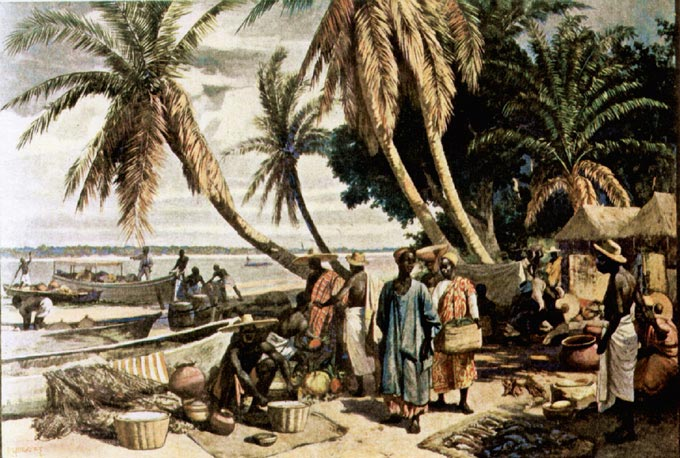
Togolandia.
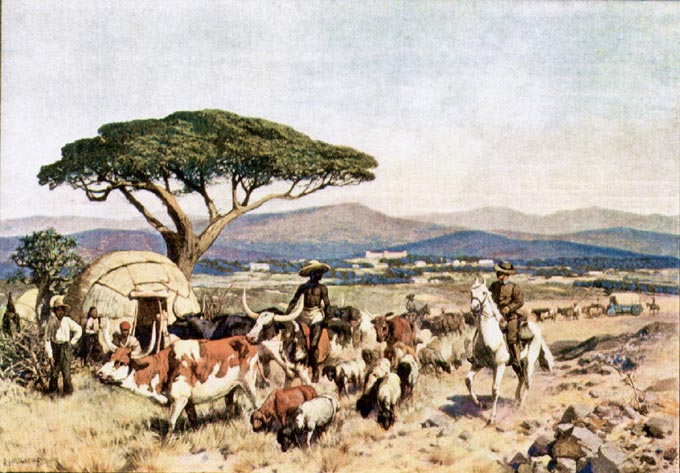
Windhoek.
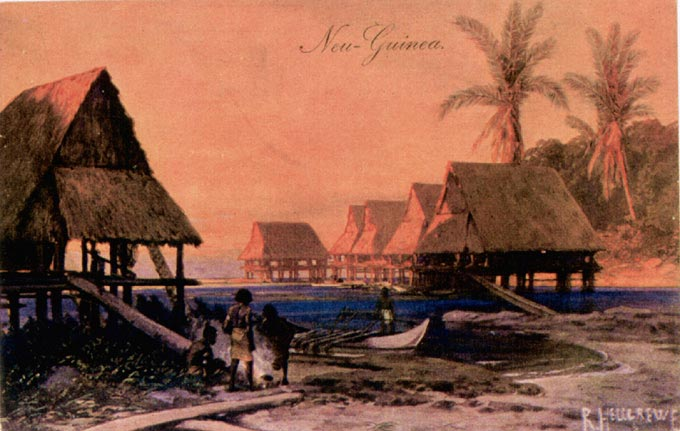
Nueva Guinea Alemana.

## Premios y distinciones
Hellgrewe recibió la Medalla al Arte y la Ciencia del Gran Ducado de Mecklenburgo-Schwerin (Medaille für Kunst und Wissenschaft) y la Medalla Honorífica de la Sociedad Geográfica de Jena (Ehrenmedaille der Geographischen Gesellschaft zu Jena).